# Pitcairnia xanthocalyx
Pitcairnia xanthocalyx är en gräsväxtart som beskrevs av Carl Friedrich Philipp von Martius. Pitcairnia xanthocalyx ingår i släktet Pitcairnia och familjen Bromeliaceae. Inga underarter finns listade i Catalogue of Life.

## Bildgalleri

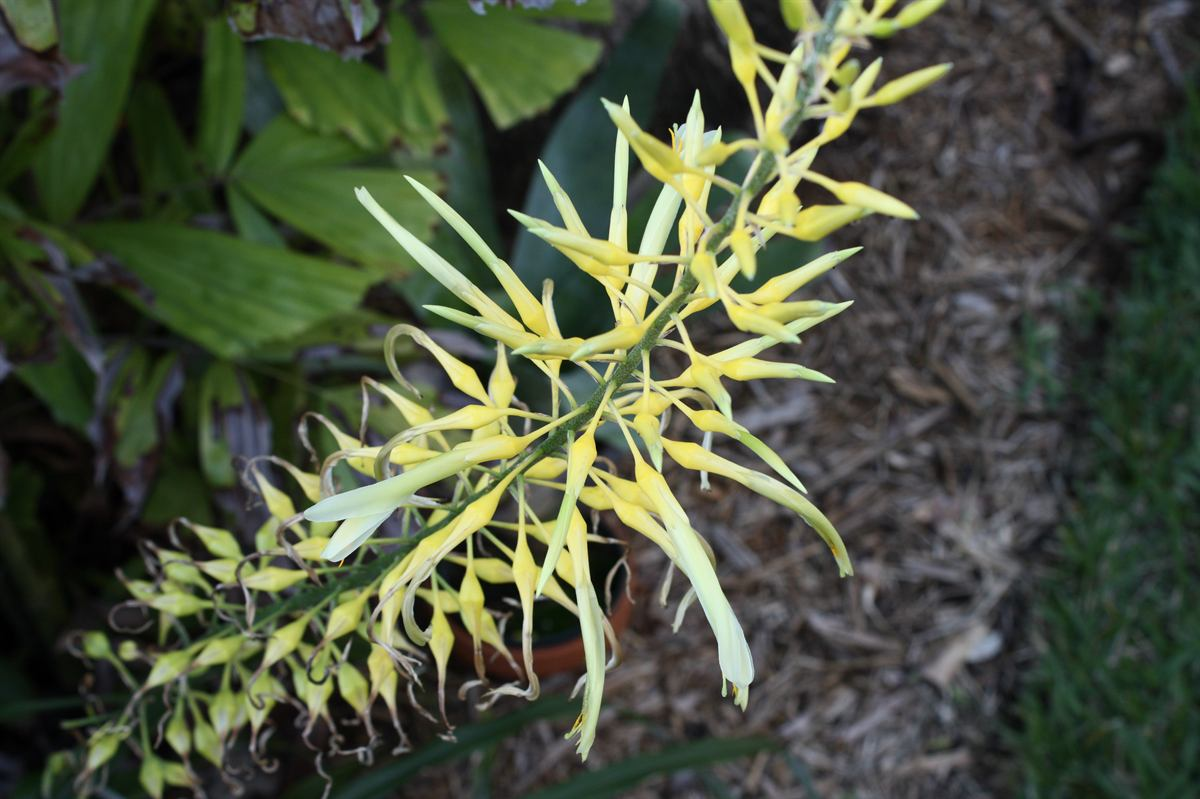